# Biggles a unesený chlapec
Biggles a unesený chlapec (v originále Biggles and the Poor Rich Boy, doslova Biggles a ubohý bohatý chlapec), je dobrodružná kniha spisovatele W. E. Johnse, jež byla poprvé vydána roku 1960. Celkově jde o 68. knihu o Bigglesovi.
V češtině vyšla poprvé v roce 2000 v nakladatelství Toužimský a Moravec.

## Děj
Bigglese požádá americký policista Eddie Ross (vyskytl se již v knize Biggles v boji s bílou smrtí) o pomoc při pátrání po uneseném milionářském synovi Carlovi Salvatore. Unesl jej bývalý nápadník jeho matky, který se tak chtěl pomstít chlapcovu otci. Carlo byl celý život přísně střežen, ale Cesare Paola jej unesl letadlem při rybaření. Při pátrání se hrdinové zaměří na rybářské lokality ve Skotsku a brzy najdou stopu. Zjistí však, že po Cesarovi jdou ještě jeho bývalí kumpáni. Několikrát přijsou na místo jen chvíli poté, co jej hledaní opustili. Situaci zkomplikuje fakt, že se Carlo Cesarovi ztratí. Když jej nakonec najdou, spadne Carlo do divoké řeky a Biggles jej zachrání. Zároveň na místo dorazí zločinci, kteří se navzájem postřílí.

## Postavy
- Biggles
- Ginger
- Algy
- Berie
- Eddie Ross
- Carlo Salvatore
- Gaskin
- Cesare Paola
- Viper
- Mack